# Securitate colectivă
     OTAN, PESC
     SCO, OTSC
     UNSA
     CPS

Alianțe actuale majore de securitate
OTAN, PESC
SCO, OTSC
UNSA
CPS

Prin Securitate colectivă se înțelege un acord securitate, regional sau global, în care fiecare stat din sistem acceptă că securitatea unuia le privește pe toate, și sunt de acord să se alăture unui răspuns colectiv la orice amenințare. Securitatea colectivă este mult mai ambițioasă decât sistemele securitatea aliată sau apărarea colectivă deoarece urmărește să includă totalitatea statelor dintr-o regiune, chiar la nivel global, și pentru a aborda o gamă largă de amenințări posibile. În timp ce securitatea colectivă este o idee cu o istorie veche, în practică s-a dovedit problematică. Sunt necesare câteva premise pentru a putea funcționa.

## Teorie
Siguranța colectivă poate fi înțeleasă ca un aranjament de securitate în care toate statele cooperează colectiv pentru a asigura securitatea prin acțiuni împotriva oricărui stat din cadrul grupurilor care ar putea contesta ordinea existentă prin folosirea forței. Acest lucru contrastează cu strategiile de autoapărare a angajării în război pentru un interes național imediat. Deși securitatea colectivă este posibilă, mai multe premise trebuie îndeplinite pentru ca aceasta să funcționeze.

### Presupuneri de bază
Abramo Fimo Kenneth Organski, în 1960, a enumerat cinci ipoteze de bază care stau la baza teoriei securității colective:
- Într-un conflict armat, statele membre vor putea să convină asupra națiunii care este agresorul.
- Toate statele membre sunt, de asemenea, angajate să constrângă agresiunea, indiferent de originea acesteia.
- Toate statele membre au aceeași libertate de acțiune și capacitate de a se alătura procedurilor împotriva agresorului.
- Puterea cumulată a membrilor cooperanți ai Alianței pentru securitate colectivă va fi suficientă pentru a învinge puterea agresorului.
- Având în vedere amenințarea reprezentată de puterea colectivă a națiunilor unei coaliții colective de securitate, națiunea agresoare își va modifica politicile sau, dacă nu doresc să facă acest lucru, va fi înfrântă.

### Cerințe preliminare
Hans Morgenthau, în 1948, afirma că trebuie îndeplinite trei premise pentru ca securitatea colectivă să prevină cu succes războiul:
- Sistemul de securitate colectivă trebuie să fie capabil să asambleze forța militară într-o putere mult mai mare decât cea asamblată de agresor, împiedicând astfel agresorului să încerce să schimbe ordinea mondială apărată de sistemul colectiv de securitate.
- Națiunile, a căror puteri combinate ar fi folosite pentru descurajare, așa cum se menționează în prima condiție, ar trebui să fie cu convingeri identice cu privire la securitatea ordinii mondiale pe care colectivul o apără.
- Națiunile trebuie să fie dispuse să-și subordoneze interesele conflictuale față de binele comun definit în termenii apărării comune a tuturor statelor membre.

## Apărare colectivă

NATO reprezintă peste 70% din cheltuielile militare globale.

Apărarea colectivă este un aranjament, de obicei formalizat printr-un tratat și o organizație, printre statele participante care își asumă sprijinul în apărarea unui stat membru dacă este atacat de un alt stat în afara organizației. NATO este cea mai cunoscută organizație de apărare colectivă; faimosul său articol 5 solicită (dar nu se angajează pe deplin) statele membre să asiste un alt membru aflat sub atac. Acest articol a fost invocat după atacurile din 11 septembrie asupra Statelor Unite, după care alți membri ai NATO au acordat asistență Războiului împotriva terorismului din SUA prin participarea la războiul din Afganistan.
Apărarea colectivă își are rădăcinile în alianțe multipartite și implică beneficii, precum și riscuri. Pe de o parte, prin combinarea și punerea în comun a resurselor, poate reduce costurile fiecărui stat de a-și asigura pe deplin securitatea. Membrii mai mici ai NATO, de exemplu, au libertatea de a investi o proporție mai mare din bugetul lor pe priorități non-militare, cum ar fi educația sau sănătatea, deoarece pot conta pe alți membri pentru a-și apăra, dacă este necesar.
Pe de altă parte, apărarea colectivă implică și angajamente riscante. Statele membre pot deveni implicate în războaie costisitoare care nu au beneficiat nici de victima directă, nici de agresorul. În primul război mondial, țările din regimul de apărare colectivă, cunoscută sub numele de Antanta (Franța, Marea Britanie, Rusia), au fost rapide în război când Rusia a început mobilizarea totală împotriva Austro-Ungariei, al cărei aliat Germania a declarat ulterior război Rusiei.